# Strade di Napoli

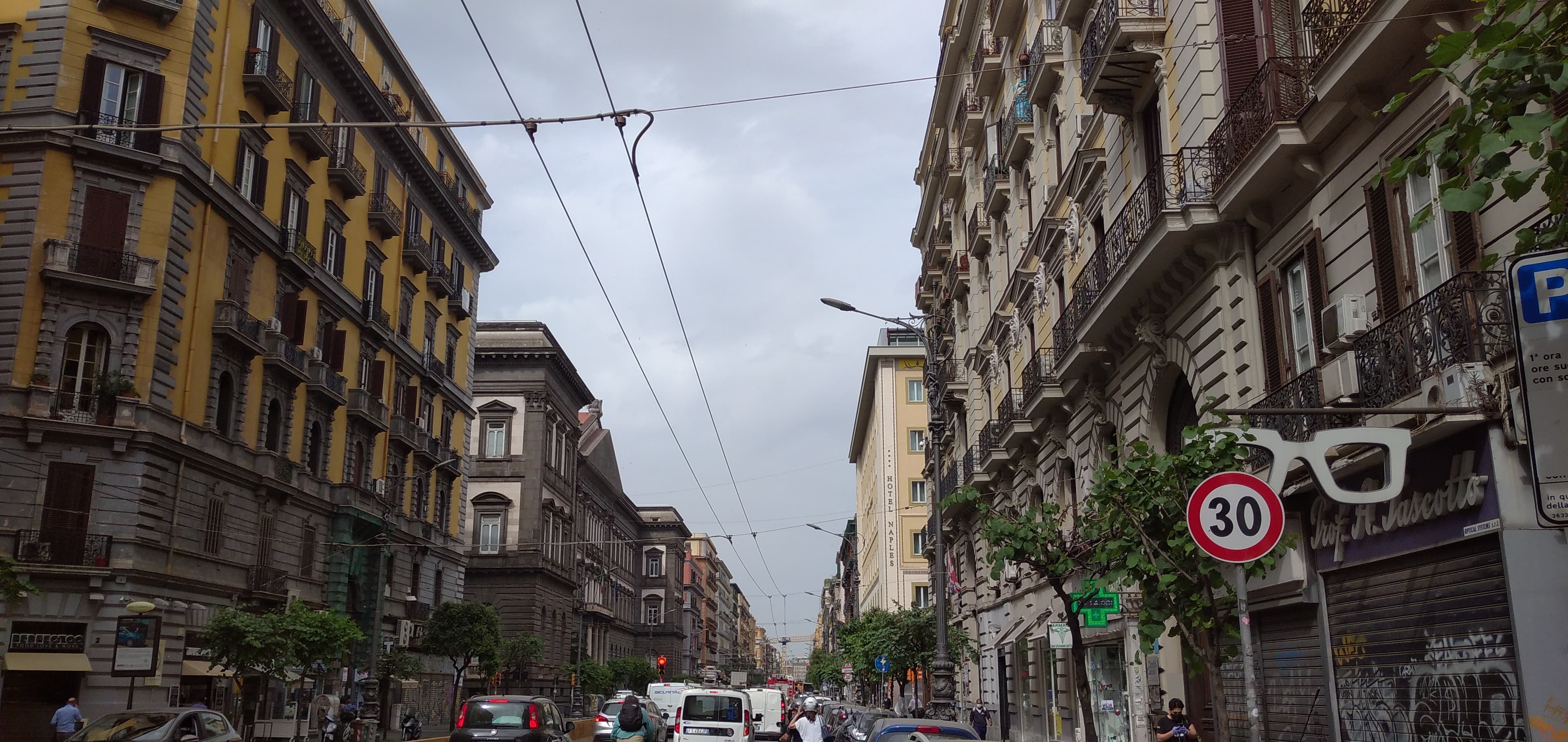
Corso Umberto I

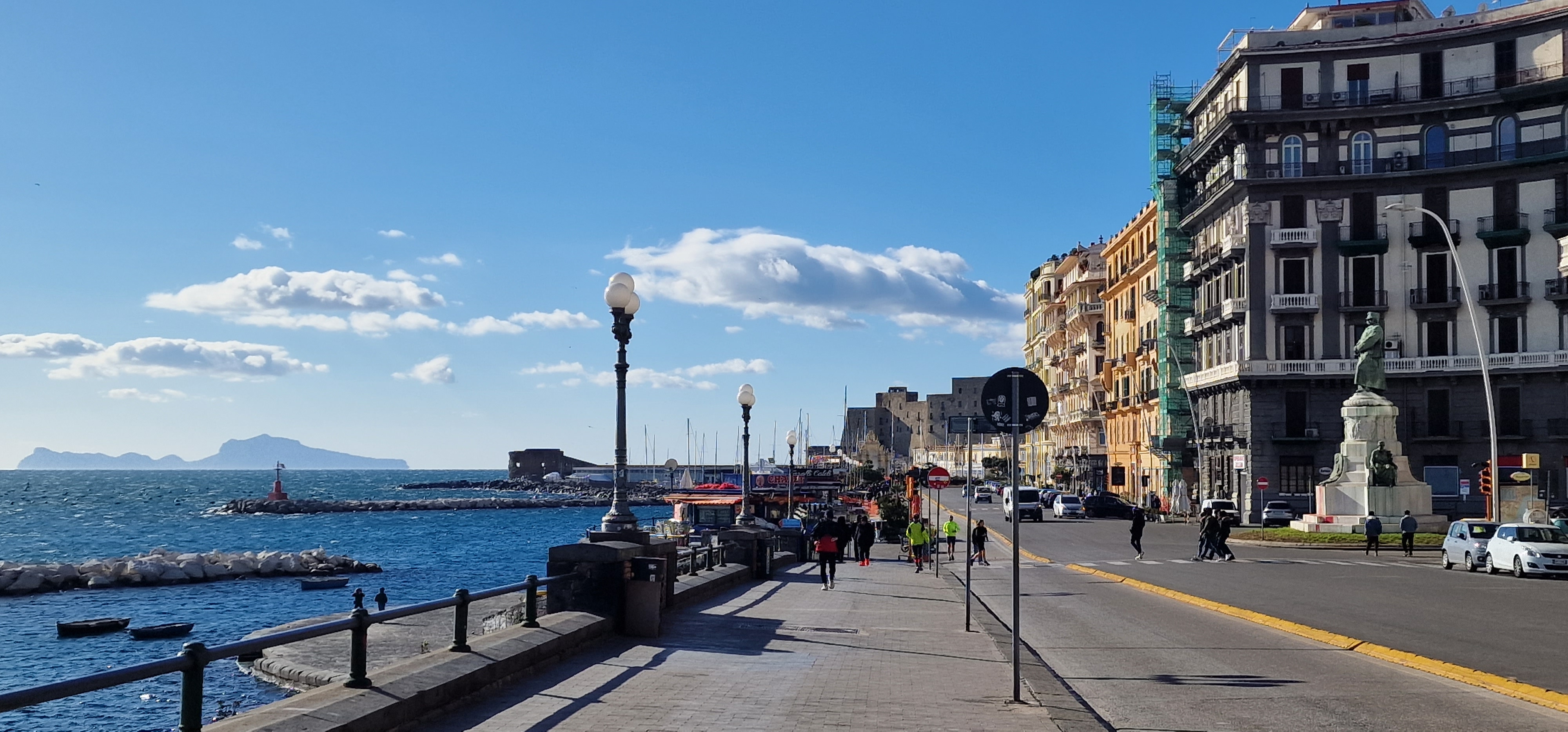
Via Nazario Sauro

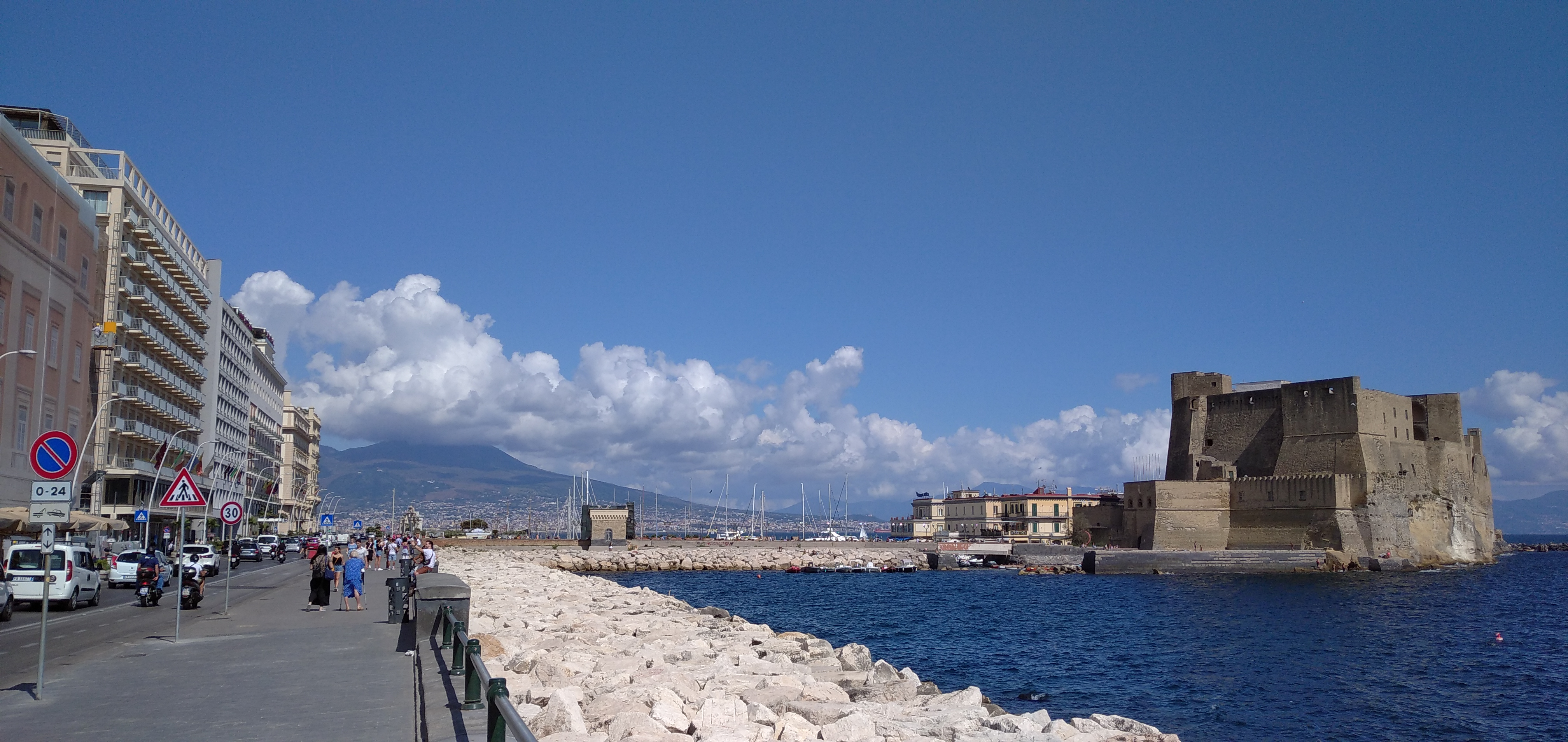
Via Partenope

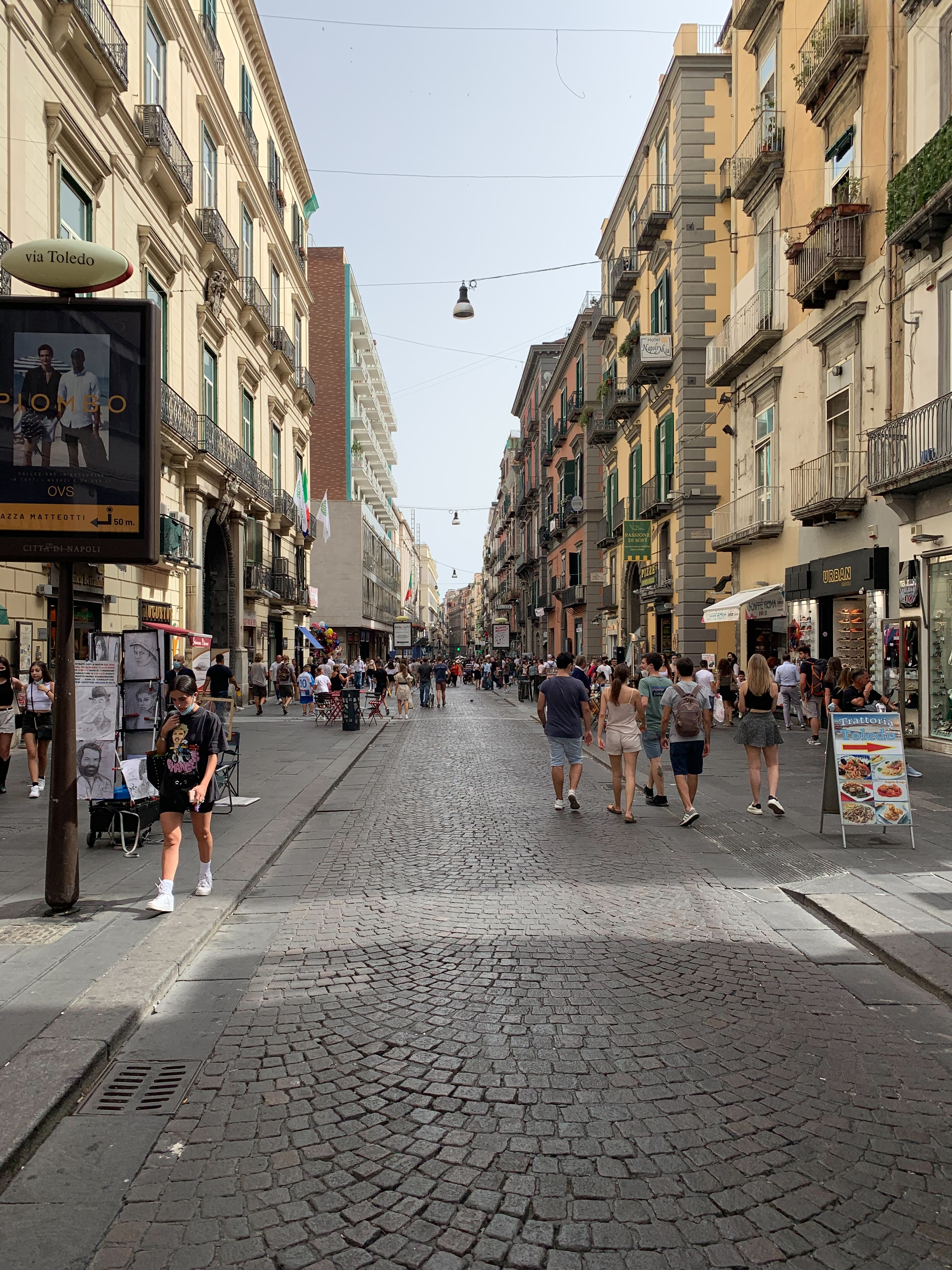
Via Toledo

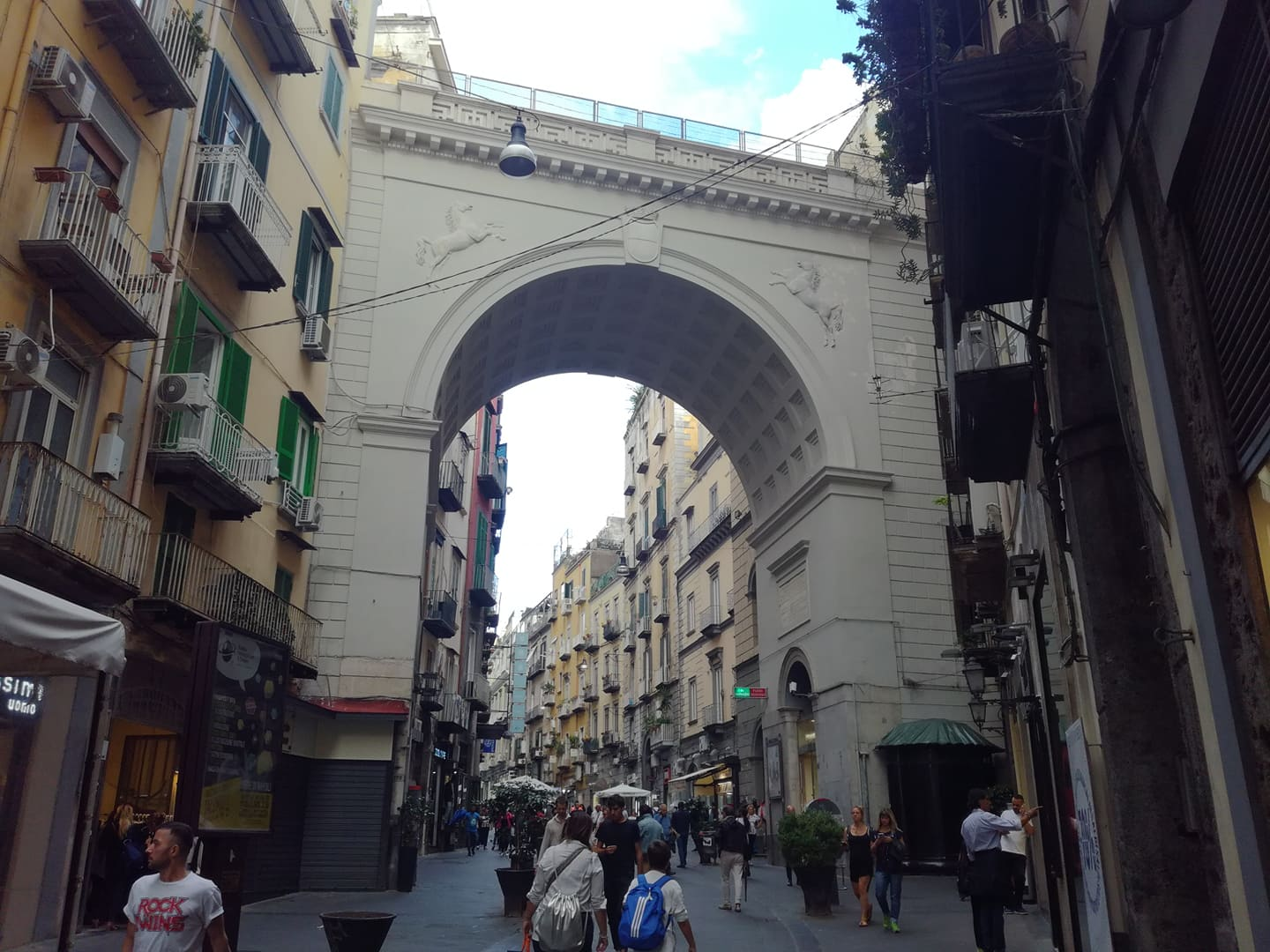
Via Chiaia

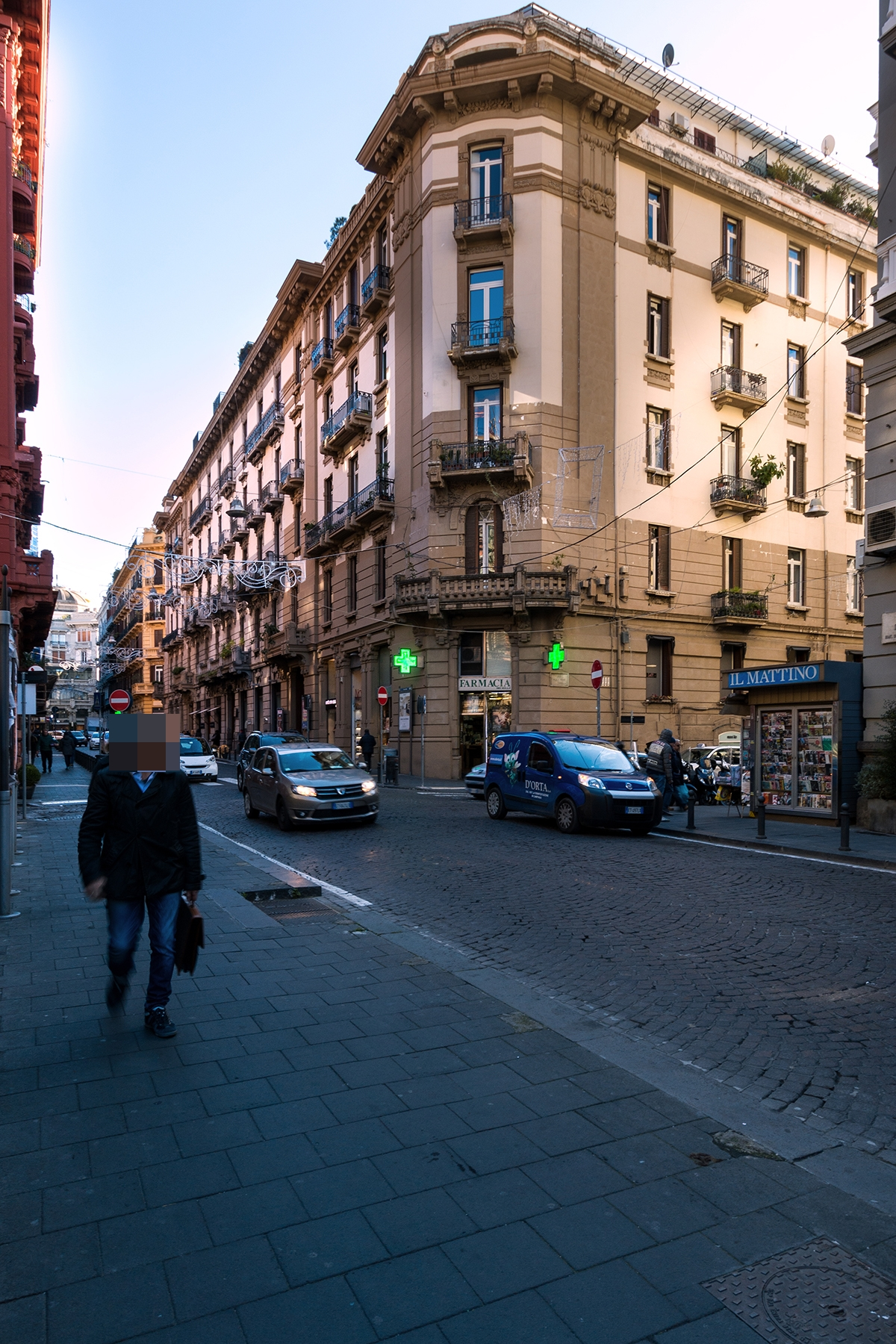
Via dei Mille

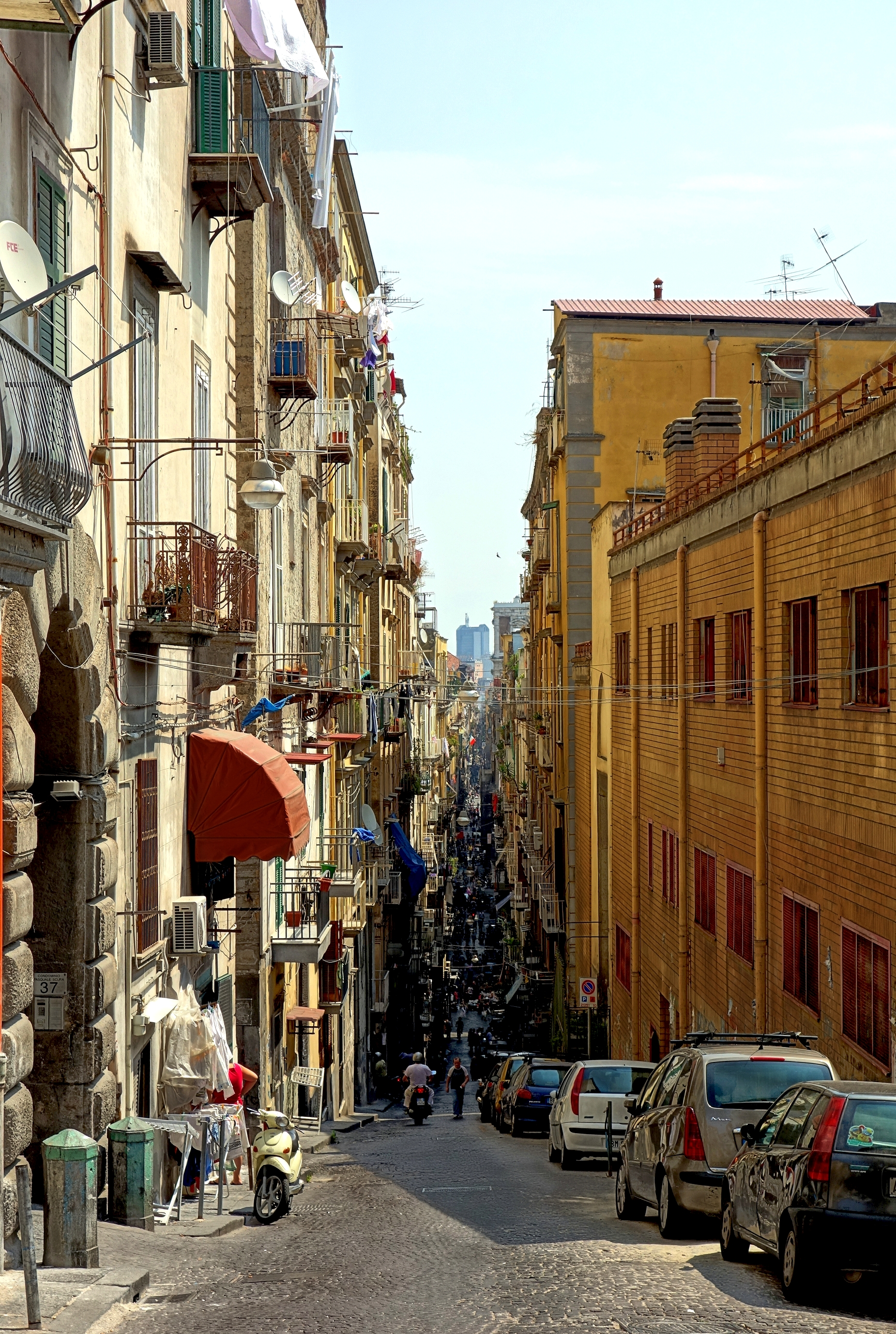
Spaccanapoli

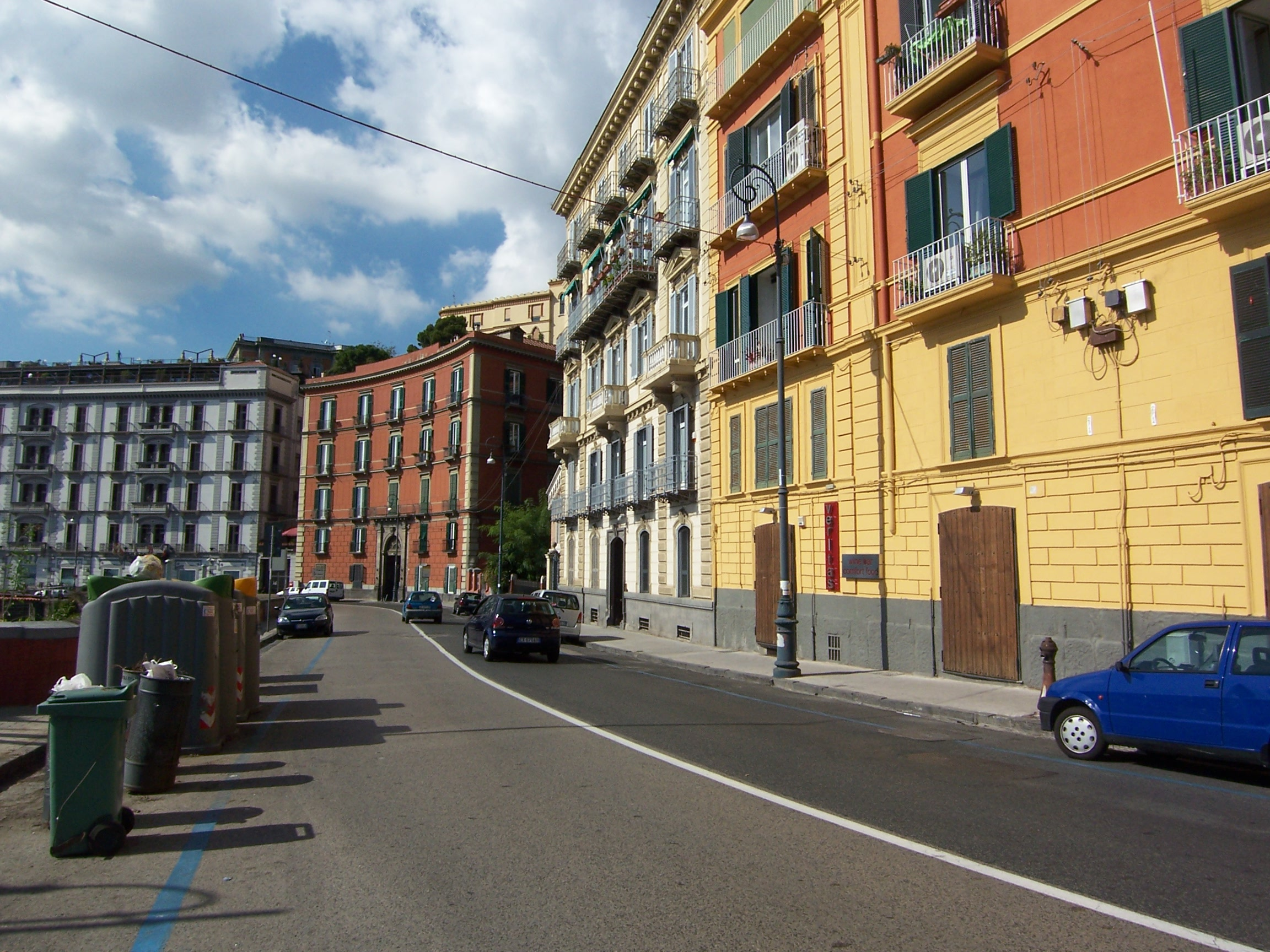
Corso Vittorio Emanuele

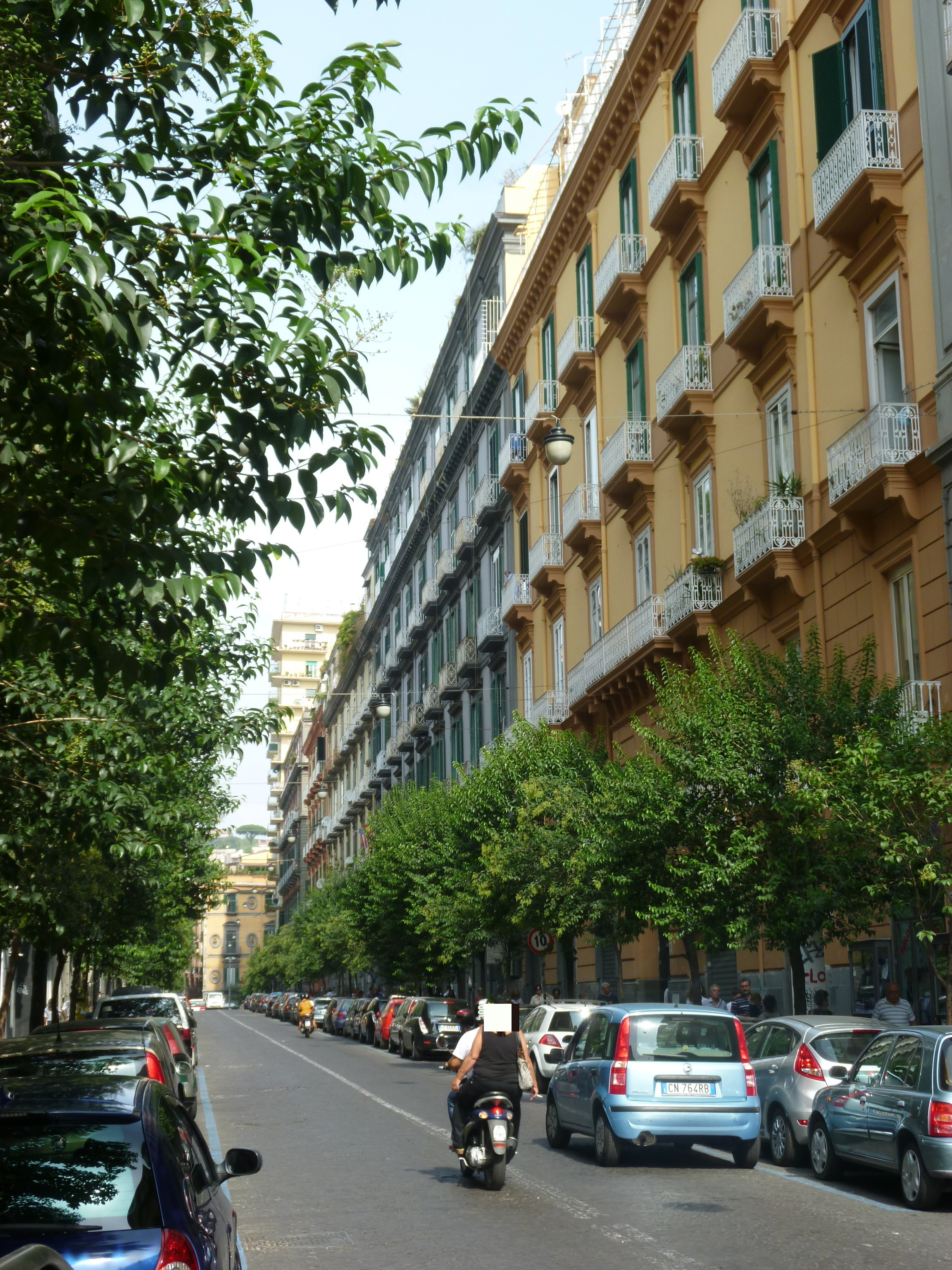
Via Duomo

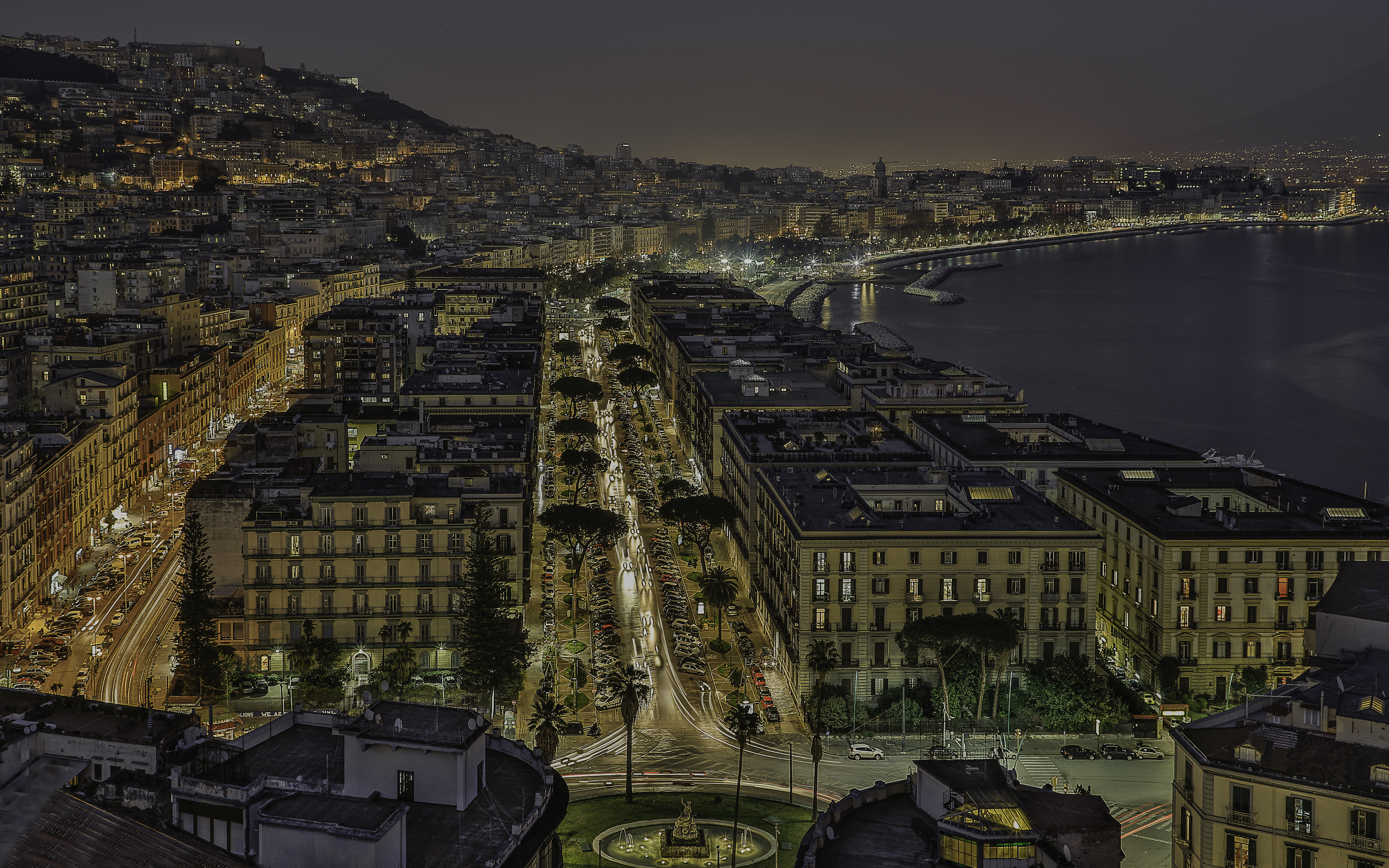
Viale Gramsci visto da Posillipo

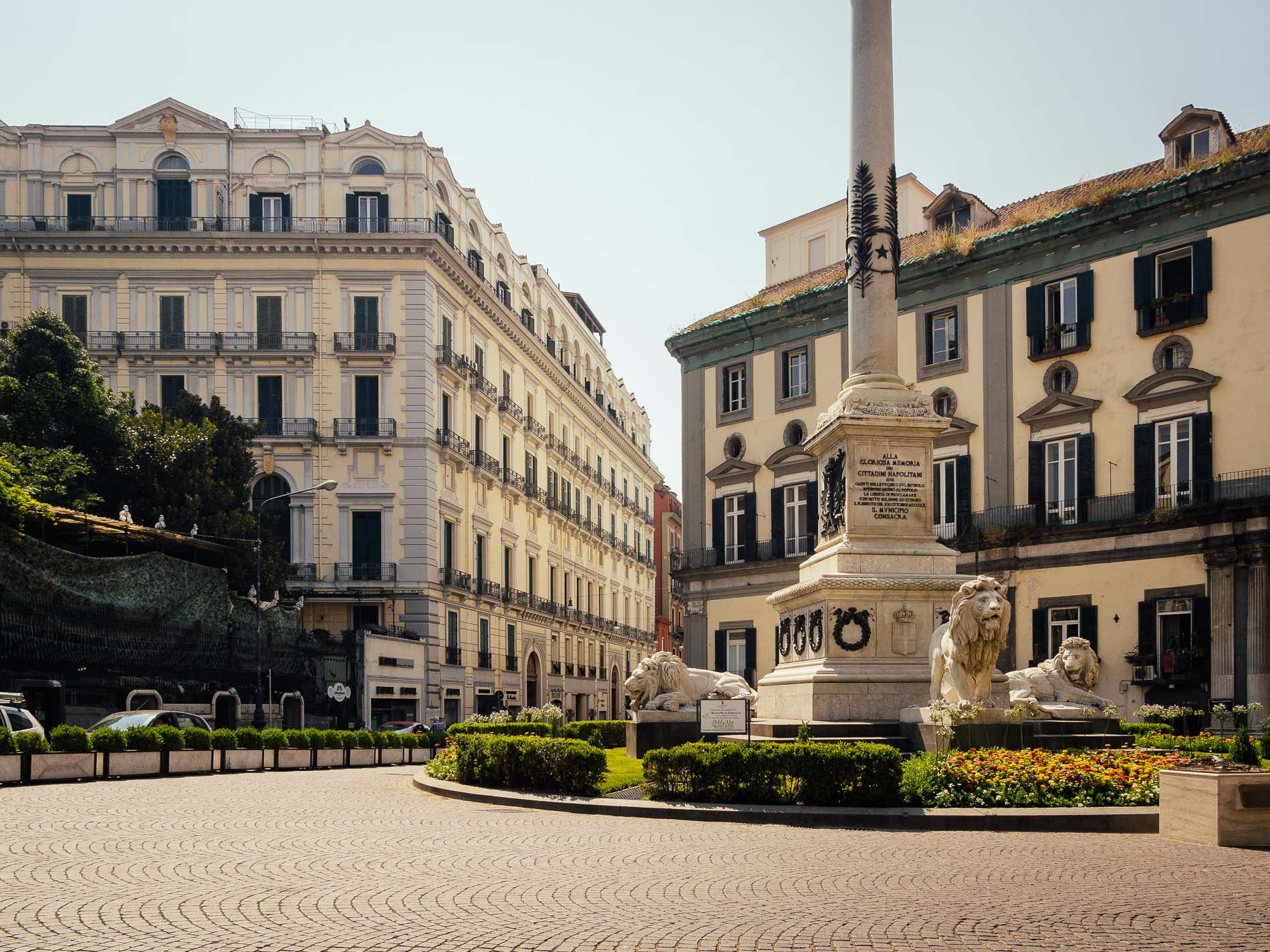
Via Domenico Morelli vista da piazza dei Martiri

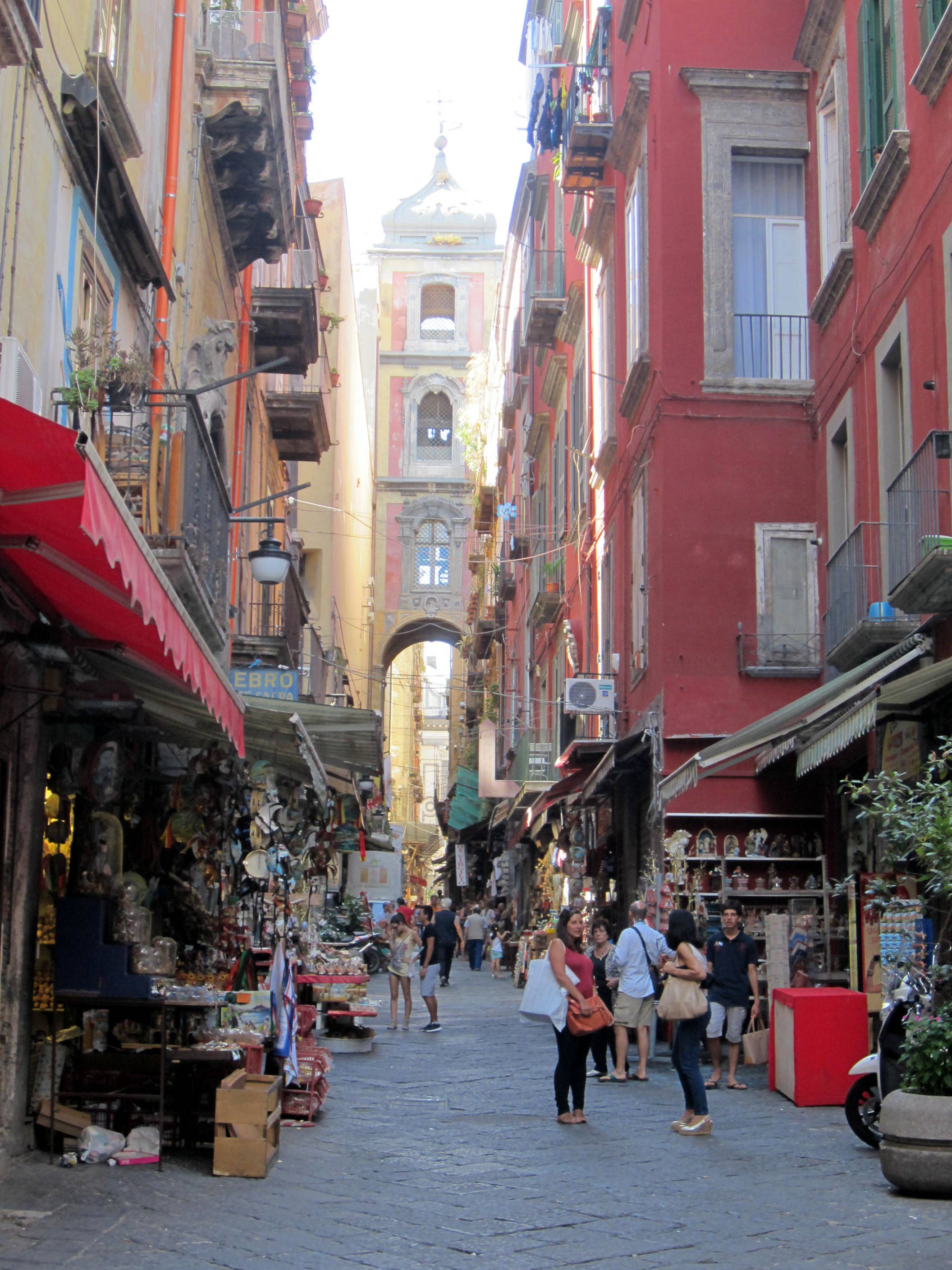
Via San Gregorio Armeno

Di seguito un elenco delle strade e vicoli di Napoli notevoli per i motivi che seguono:
- presenza di importanti monumenti;
- presenza di palazzi in cui sono nati o hanno abitato personaggi storici;
- set di film famosi;
- citazioni in poesie, canzoni e commedie teatrali facenti parte della cultura italiana;
- importanti avvenimenti storici.

## Decumani
- Decumano maggiore (l'odierna via dei Tribunali)
- Decumano inferiore, chiamato tradizionalmente Spaccanapoli, somma di:
  - via Pasquale Scura
  - via Maddaloni
  - via Domenico Capitelli
  - Piazza del Gesù Nuovo
  - via Benedetto Croce
  - Piazza San Domenico Maggiore
  - Piazzetta Nilo
  - via San Biagio dei Librai
  - via Vicaria Vecchia
  - via Forcella
- Decumano superiore formato da:
  - via della Sapienza
  - via dell'Anticaglia
  - via san Giuseppe dei Ruffi
  - via Donnaregina
  - largo Donnaregina
  - via Santi Apostoli
  - Via Santa Sofia

## Strade
- Calata Capodichino
- Corso Giuseppe Garibaldi
- Corso San Giovanni a Teduccio
- Corso Secondigliano
- Corso Sirena a Barra
- Corso Umberto I (anche detto Rettifilo)
- Corso Vittorio Emanuele
- Ponte della Sanità
- Rampe di Pizzofalcone
- Rampe di Sant'Antonio a Posillipo
- Rampe Paggeria
- Riviera di Chiaia
- Rua Catalana
- Salita Pontecorvo
- Salita Tarsia
- Via Agostino Depretis
- Via Alessandro Scarlatti
- Via Annunziata
- Via Arenaccia
- Via degli Astroni
- Via Bonito
- Via Calabritto
- Via Capodimonte
- Via Caracciolo
- Via Chiaia
- Via Chiatamone
- Via Cimarosa
- Via Cisterna dell'Olio
- Via Concezione a Montecalvario
- Via Coroglio
- Via Costantinopoli
- Via Duomo
- Via Egiziaca a Pizzofalcone
- Via Enrico Pessina
- Via Filangieri
- Via Forcella
- Via Foria
- Via Francesco Crispi
- Via Manzoni
- Via Marechiaro
- Via Materdei
- Via Medina
- Via Mergellina
- Via Mezzocannone
- Via dei Mille
- Via Monte di Dio
- Via Morghen
- Via Nazionale delle Puglie
- Via Orazio
- Via del Parco Margherita
- Via Partenope
- Via Petrarca
- Via Pignasecca
- Via Ponti Rossi
- Via Port'Alba
- Via Posillipo
- Via Salvator Rosa
- Via San Giovanni a Carbonara
- Via San Gregorio Armeno
- Via San Sebastiano
- Via Santa Maria Antesaecula
- Via Santa Maria a Cubito
- Via Santa Sofia
- Via Santa Teresa degli Scalzi
- Via Santi Giovanni e Paolo
- Via Stadera a Poggioreale
- Via Stella
- Via Tasso
- Via Tito Angelini
- Via Toledo (anche detta Via Roma)
- Via Ventaglieri
- Via Vergini
- Viale Antonio Gramsci

## Gradini, gradelle e gradoni
- Gradini Chiavettieri al Pendino
- Gradini Conte di Mola
- Gradoni di Chiaia

## Fondaci
- Fondaco Speranzella

## Vicoli
- Vico Figurari
- Vico Pallonetto a Santa Lucia
- Vico Paparelle
- Vico Paparelle al Pendino
- Vico Paradisiello
- Vico Santo Spirito di Palazzo
- Vico Scassacocchi
- Vico Sospiri
- Vico Speranzelle
- Vico Tofa
- Vico Tre Re a Toledo
- Vicoletto Chiavettieri al Pendino
- Vicolo della Vicaria
- Vico Zuroli